# D2C
D2C 또는 DTC (Direct to Consumer)는 제조업체가 백화점, 마트 등의 중간도소매를 거치지 않고 자체판매채널을 통해 고객에게 직접(Direct) 제품을 판매하는 방식이다. D2C 채널 운영에 있어서 다양한 장점이 있지만 온라인 가격 관리, CRM 역량, 물류 및 배송 측면에서의 오퍼레이션 역량 등이 요구되며 이에 대한 철저한 준비를 기반으로 투자 대비 수익성에 대한 사전 검증이 없으면 실패로 이어질 확률이 높다.

## D2C방식을 선호하는 이유[2]
- 비용절감 및 매출증대 효과 때문이다
- 진입장벽 과 견제 때문이다
- 브랜드 인지도 강화 및 고객관계 구축이 가능하다
- 고객 데이터 확보가 용이하다

## 참고 문헌
1. ↑  디지털이니셔티브 그룹
2. ↑  D2C 시대, 디지털 네이티브 브랜드 어떻게 할 것인가?, 김형택(2020) / e비즈북스